# Guillermo Novellis
Guillermo Novellis (Junín, Buenos Aires, 16 de noviembre de 1960), conocido por su nombre artístico La Mosca, es un cantante,  payaso, músico, compositor, guitarrista de rock argentino y además técnico en seguridad e higiene, profesión que ejerció antes de ser famoso. Es reconocido por ser líder de la agrupación musical La Mosca Tsé-Tsé, fundada en el año 1995. 
Una de las características de su persona, es su calvicie intencionada y el uso de unas gafas con forma de ojos de mosca que cubren casi todo su rostro.

## Biografía
Si bien nació en Junín, se crio en Villa Ramallo a pocas cuadras del famoso Banco Nación de dicha ciudad.
Comenzó su carrera artística al integrar un grupo musical llamado Damas Gratis, (no confundir con el grupo de cumbia Damas Gratis). Particularmente formaría un grupo llamado La Reggae & Roll Band, quienes hacían covers y algunos temas propios en la zona de Ramallo. Tras la disolución del conjunto Damas Gratis, Fernando Castro, que era el baterista y uno de los fundadores de La Reggae & Roll Band, invitó a Novellis a tocar la guitarra y se pusieron todos a buscar un vocalista. Como no lograron conseguirlo, uno de los miembros de la naciente formación, Pablo «Chivia» Tisera, el trompetista, propuso que Guillermo fuese el cantante.
Novellis propuso cambiar el nombre del grupo, para tomar distancia de las bandas anteriores y aunque algunos se oponían decidieron ponerle La Mosca, en referencia a un juego de naipes que se juega en Ramallo. En el año 1996, cuando quisieron registrar el nuevo nombre, se encontraron con que ya lo había realizado otra banda, así que decidieron colocar el agregado tsé-tsé en referencia a una mosca de origen africano, como la música que tocan. Con esto, la banda se llamó La Mosca Tsé Tsé.
A fines de 1998, tras una sesión de maquillaje, es donde Novellis adquiere su característicos anteojos oscuros. A partir de este hecho, se volvió un símbolo en la trayectoria de la banda. En el arte de tapa del segundo trabajo de estudio del grupo, se pueden ver a Novellis usando sus anteojos.
Con La Mosca ha editado más de siete placas discográficas y es autor o coautor de muchos de los éxitos de la agrupación como: «Cha, cha, cha», «Yo te quiero dar», «Para no verte más», entre otras.
Tuvo una incursión junto con su banda en donde interpretaban a sí mismo, en la versión argentina de la serie estadounidense Casados con hijos en el año 2005.
En el año  2006, participó en el certamen de Bailando por un sueño 1. 
En el año 2013, apareció en la miniserie de comedia musical, llamado Qitapenas, interpretándose a sí mismo. 
En el año 2015, participa de la canción «Quizá tal vez», del álbum Todo es posible de la banda Iceberg del sur.
El 11 de septiembre de 2015, durante un concierto en Roque Sanz Peña, una localidad de la provincia del Chaco, Novellis sufrió un infarto de miocardio. El vocalista tras un recital de cuarenta y cinco minutos, se descompensó y fue llevado al hospital de la capital de esa provincia. Tras realizarse un cateterismo, su salud mejoró y atribuyó su episodio cardíaco a su adicción al cigarrillo, que reveló, dejó de fumar.
En algunas oportunidades se pudo ver en redes sociales a Novellis dedicando saludos a sus colegas, aludiendo que él, antes de ser famoso, se dedicaba a la seguridad e higiene industrial, comentando además que se encontraba matriculado para ejercer su profesión.
Los temas de La Mosca ya eran cantadas en las tribunas del Fútbol Argentino, pero la consagración fue en  el año 2022 con la canción "Muchachos (2003, del Disco Tango Latino)" cuando Fernando Romero, un hincha de la Selección Argentina, se inspiró en la música y la melodía para adaptar la letra y convertirla en "Muchachos, ahora nos volvimos a ilusionar", que llegaría a ser un éxito nacional y una barra reconocida globalmente.

## Discografía

### Con La Mosca Tse-Tse
- 1998 - Corazones antárticos
- 1999 - Vísperas de Carnaval
- 2001 - Buenos muchachos
- 2003 - Tango latino
- 2004 - Biszzzzes
- 2008 - El regreso (la fiesta continúa)
- 2011 - Moskids: grandes canciones para chicos

### Colaboraciones
- 2002 - Amores como vos (Remix) (con Rescate)
- 2015 - Quizá tal vez (con Iceberg del Sur)
- 2016 - Será Tu Amor (con Campedrinos)
- 2017 - Mares De Fuego (con Maxi Da Silva)
- 2017 - Frases (con El Mundo)
- 2018 - Siempre habrá una más (con Casi Libres)
- 2018 - Quiero ver un OVNI (con Martín Pastor)
- 2019 - La Cumbacha (con Hernan Ambrosino)
- 2021 - Mi gente (con Ulises Piñeyro, Matias & Cia y Facu Martínez)